# PRIDE.6
PRIDE.6（プライド・シックス）は、日本の総合格闘技イベント「PRIDE」の大会の一つ。1999年7月4日、神奈川県横浜市の横浜アリーナで開催された。

## 大会概要
メインイベントではマーク・ケアーが高田延彦に一本勝ち。
バルセロナオリンピック柔道銀メダリスト小川直也、IVCヘビー級王者カーロス・バヘットがPRIDEデビュー。

## 試合結果
第1試合 PRIDEルール 10分2R、延長5分1R
○  カール・マレンコ vs.  イーゲン井上 ×
延長R終了 判定3-0
第2試合 PRIDEルール 10分2R、延長5分1R
○  カーロス・ニュートン vs.  松井大二郎 ×
延長R終了 判定3-0
第3試合 PRIDEルール 10分2R、延長5分1R
○  イゴール・ボブチャンチン vs.  カーロス・バヘット ×
延長R終了 判定2-1
第4試合 フルコンタクト空手ルール 3分2R
○  黒澤浩樹 vs.  角田信朗 ×
2R終了 判定5-0
第5試合 PRIDEルール 10分2R、延長5分1R
○  小路晃 vs.  ガイ・メッツァー ×
延長R終了 判定2-1
第6試合 PRIDEルール 10分2R、延長5分1R
○  小川直也 vs.  ゲーリー・グッドリッジ ×
2R 0:36 V1アームロック
第7試合 PRIDEルール 10分2R、延長5分1R
○  桜庭和志 vs.  エベンゼール・フォンテス・ブラガ ×
1R 9:23 腕ひしぎ十字固め
第8試合 PRIDEルール 10分2R、延長5分1R
○  マーク・ケアー vs.  高田延彦 ×
1R 3:04 チキンウィングアームロック